# Matekan
Matekan is een bestuurslaag in het regentschap Probolinggo van de provincie Oost-Java, Indonesië. Matekan telt 3334 inwoners (volkstelling 2010).